# کیسی جونز (لاک‌پشت‌های نینجا)
آرنولد برنِد «کیسی» جونز (به انگلیسی: Arnold Bernid "Casey" Jones) یک شخصیت خیالی است که در کمیک‌های لاک‌پشت‌های نینجا و رسانه‌های مرتبط با آن حضور دارد.